# Tacco a spillo

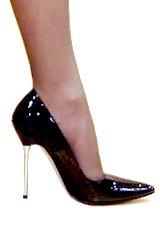

Il tacco a spillo o a stiletto è un tipo di rialzo sottile, spesso molto alto, situato nella parte posteriore di alcune calzature.

## Storia
Benché le scarpe col tacco alto venissero indossate dai cortigiani di ambedue i sessi fino alla Rivoluzione francese per poi tornare in auge soltanto alla fine dell'Ottocento, quando iniziarono a essere indossate solo dalle donne, le prime testimonianze dei tacchi a spillo risalgono alla fine dell'Ottocento, quando venivano impiegate nel contesto del feticismo. Dal momento che dovevano sostenere il peso di un corpo, essi erano in acciaio. Tra il 1951 e il 1952 Salvatore Ferragamo rinnovò il tacco a spillo e ne studiò la distribuzione del peso sull'arco plantare; negli anni immediatamente successivi, Roger Vivier e André Perugia lanciarono la moda delle scarpe con il tacco sottile.

## Accoglienza
Le scarpe con i tacchi a spillo, alle quali è sempre stata associata una spiccata femminilità, sono considerate un simbolo di sensualità. Vengono anche apprezzate dalle donne in quanto, essendo alte, permettono a loro di apparire più alte e snelle, di far sembrare il loro piede più piccolo e di rendere più prominenti il busto e le natiche.

## Controindicazioni
I tacchi alti, tra cui quelli a spillo, sono ritenuti dannosi per la salute in quanto portano alla lunga a problemi muscolari ai piedi, alle caviglie, al ginocchio, al tronco, alla testa e alla spalla. Tra il 2002 e il 2012 i ricercatori dell'Università dell'Alabama a Birmingham, negli USA, hanno stimato almeno 123.355 incidenti in cui è stato richiesto l'intervento del pronto soccorso a causa dei danni portati dalle calzature alte.